# Snæfellsjökull

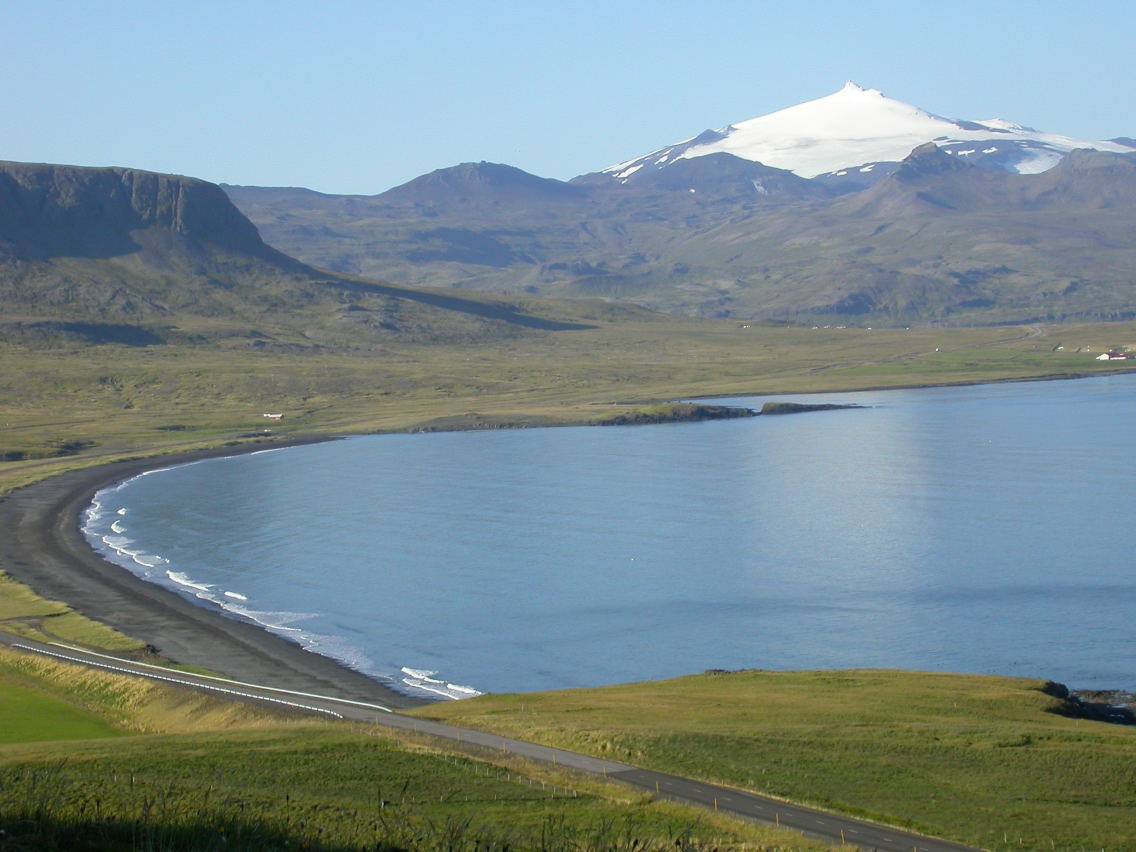
Vista de Snæfellsjökull.

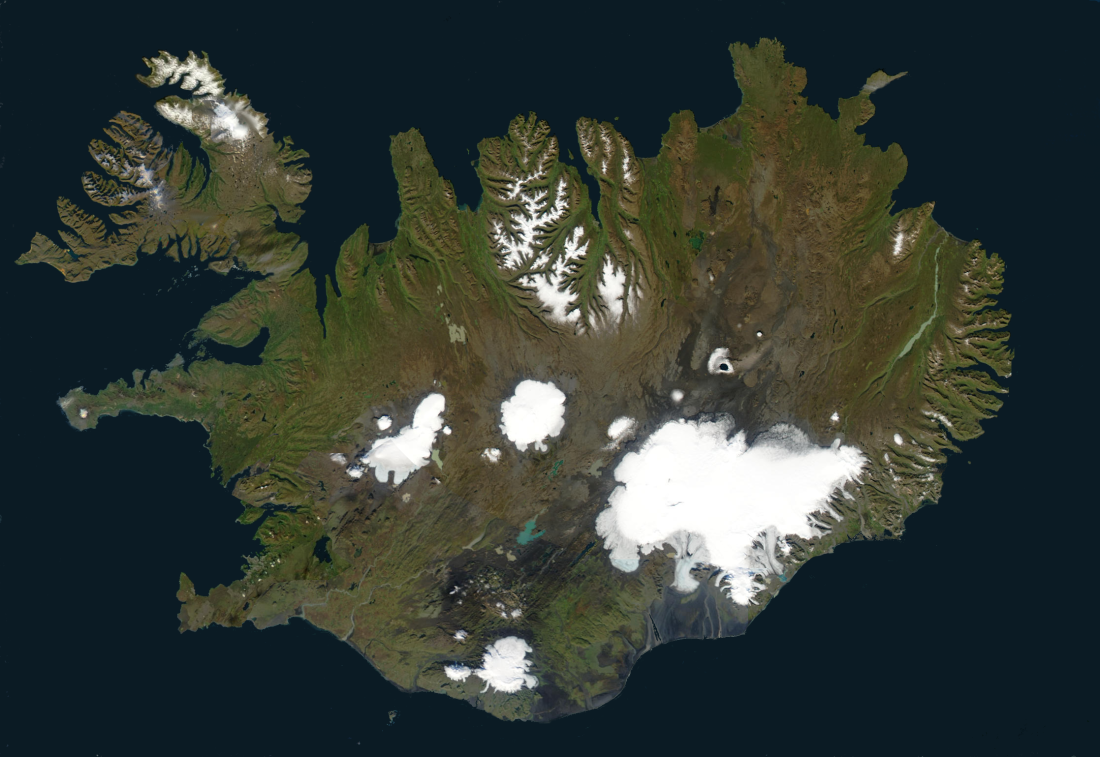
Imagen de satélite.

Snæfellsjökull («glaciar de Snæfell») es un glaciar y un estratovolcán situado en el oeste de Islandia, en el extremo oeste de la península de Snæfellsnes. En ocasiones puede ser observado desde Reikiavik, sobre la bahía de Faxaflói, a unos 120 kilómetros. El volcán se encuentra dentro del parque nacional Snæfellsjökull (en islandés: Þjóðgarðurinn Snæfellsjökull), que cuenta con una superficie de 170 km².

## Geología

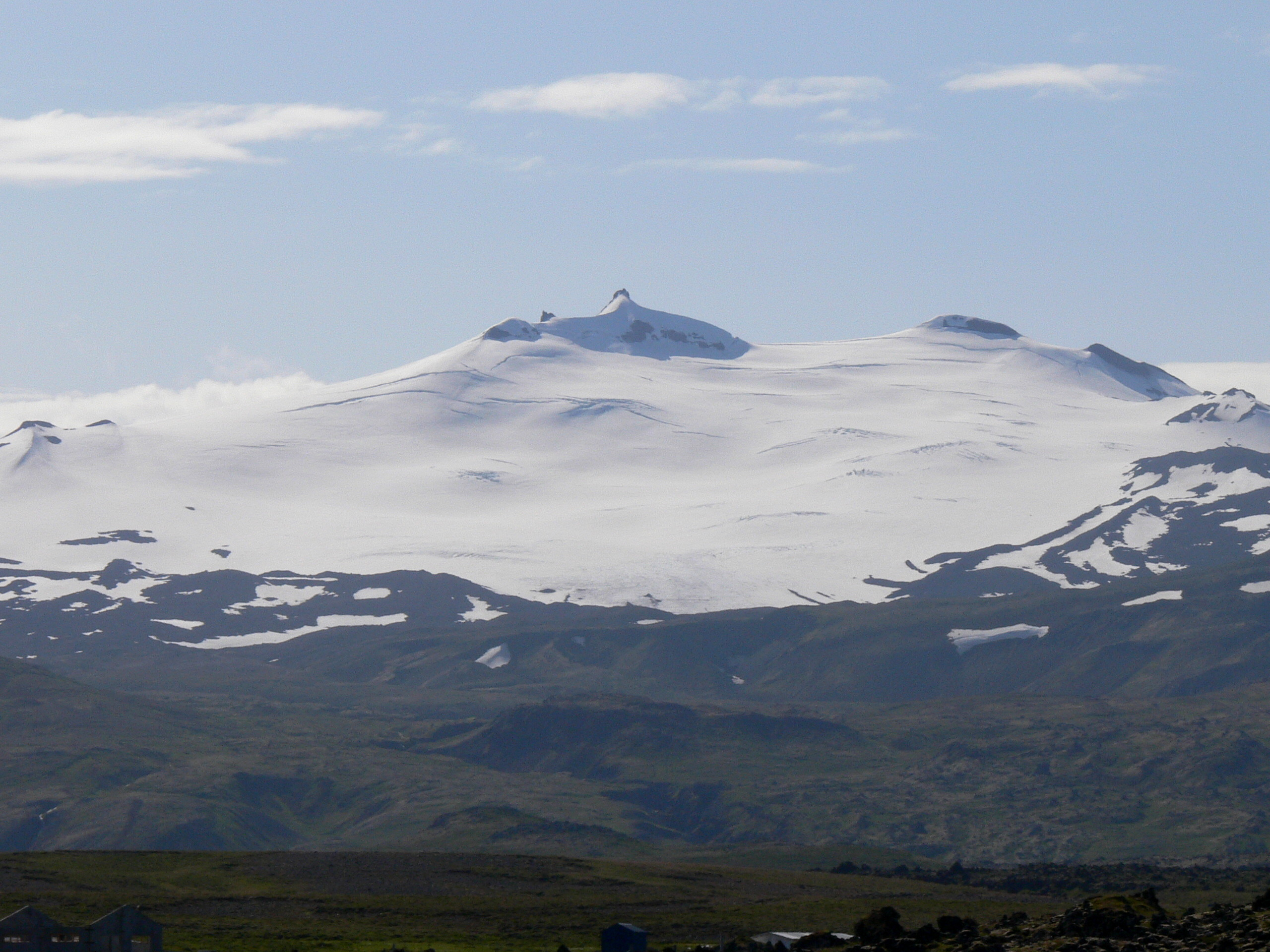
Hellissandur es una aldea y una zona del municipio de Snæfellsbær en la zona noroeste de la península de Snæfellsnes al oeste de Islandia. En el pasado, Hellissandur fue una importante área pesquera. En la actualidad, el turismo ha registrado un importante crecimiento

Es un estratovolcán, el único gran volcán central en esta parte de Islandia, posee numerosos conos piroclásticos laterales. Los cráteres de la parte superior del flanco producen material de composición entre intermedia, es decir de entre un 52 % a 63 % de peso en SO2 a félsicas, mientras que los de la parte inferior producen flujos de lava basáltica. En el Holoceno en el cráter de la cumbre se originaron varias erupciones y arrojaron material félsico. 
La última erupción tuvo lugar sobre el año 200 ± 150 años, y arrojó aproximadamente 0,11 kilómetros cúbicos de material volcánico. La erupción fue explosiva y originó el cráter de la cumbre, y pudo haber producido flujos de lava.

## Cultura popular
- Snæfellsjökull es una de las principales localizaciones en la saga de Laxdœla.
- Es la entrada al recorrido subterráneo en Viaje al centro de la Tierra (1864), de Julio Verne.
- La novela Bajo el glaciar, del ganador del Premio Nobel de Literatura Halldór Laxness, se desarrolla en la zona del Snæfellsjökull.